# Masicera glauca
Masicera glauca är en tvåvingeart som först beskrevs av Giglio-tos 1893.  Masicera glauca ingår i släktet Masicera och familjen parasitflugor. Inga underarter finns listade i Catalogue of Life.